# Porotenus memorae
Porotenus memorae är en svampart som beskrevs av F.C. Albuq. 1971. Porotenus memorae ingår i släktet Porotenus och familjen Uropyxidaceae.   Inga underarter finns listade i Catalogue of Life.